# Bironico
Bironico is een plaats en voormalige gemeente in het Zwitserse kanton Ticino en maakt deel uit van het district Lugano.
Bironico telt 614 inwoners.

## Geschiedenis
Bironico fuseerde op 21 november 2010 met de gemeenten Camignolo, Medeglia, Rivera en Sigirino tot de gemeente Monteceneri.